# 어느 하늘 아래서
어느 하늘 아래서는 1969년 공개된 대한민국의 영화이다.

## 배역
- 김지미
- 신성일
- 남궁원
- 노경희
- 박암
- 이순재
- 김성옥
- 김칠성
- 강계식
- 이해룡
- 정효숙
- 문미봉
- 윤신옥